# Je hais les acteurs
Pour plus de détails, voir Fiche technique et Distribution.
Je hais les acteurs est un film français réalisé par Gérard Krawczyk et sorti en 1986.

## Synopsis
Grandeur et décadence à Hollywood, dans les années 1940. Un producteur tyrannique, un réalisateur paranoïaque, une starlette fiancée vingt-quatre fois, un acteur qui refuse de vieillir le tout sur fond de meurtres en série.

## Fiche technique
- Titre : Je hais les acteurs
- Réalisation : Gérard Krawczyk
- Scénario et dialogues : Gérard Krawczyk[2]d'après le roman de Ben Hecht[2]
- Photographie : Michel Cenet[2]
- Montage : Marie-Josèphe Yoyotte
- Musique : Roland Vincent[2]
- Décors : Jacques Dugied
- Costumes : Rosine Lan
- Producteur : Jean Nainchrik, Alain Poiré
- Sociétés de production : Septembre Productions, Gaumont et Film A2[2]
- Pays de production :  France
- Langue : Français, Yiddish, Cantonais
- Format : Couleur / Noir et blanc — 35 mm
- Son : Dolby
- Durée : 90 minutes[2]
- Dates de sortie :
  - Canada : 6 septembre 1986  (Festival international du film de Toronto)
  - France : 10 septembre 1986
  - États-Unis : 29 avril 1988 (New York)

## Distribution
- Patrick Floersheim : Korman
- Michel Galabru : Bison
- Pauline Lafont : Elvina
- Dominique Lavanant : Mme Davis
- Jean Poiret : Orlando Higgins
- Bernard Blier : Jerome B. Cobb
- Michel Blanc : Monsieur Albert
- Jean-François Stévenin : Chester Devlin
- Patrick Braoudé : Fineman
- Alex Descas : Allan
- Sophie Duez : Bertha
- Guy Marchand : Egelhofer
- Claude Chabrol : Lieberman
- Marcel Gotlib : le barman
- Claire Nadeau : Miss Wondershake
- Gérard Depardieu : le prisonnier au poste de police (non crédité)
- Jezabel Carpi : Caroma
- Wojciech Pszoniak : Hercule Potnik
- Alexandre Mnouchkine : Zupelman
- Bernard Marcellin : L'adjoint d'Egelhofer
- Allan Wenger : Humphrey Bogart
- Lionel Rocheman : Peritz
- Jean-Paul Comart : Bizzel
- Vernon Dobtcheff : Fritz Kesselberger
- Roger Lumont  : Sloggins
- Mike Marshall : J.P Jones
- André Oumansky : Hochstader
- Michel Such : le sergent Tittero
- Jean-Paul Lilienfeld : Blue
- Benoît Ferreux : un assistant
- André Avantin : Ronald Reagan
- Jacques Deschamps : Ronald Reagan (voix uniquement)

## Autour du film
- Le film est une adaptation du roman éponyme de Ben Hecht édité en 1940. Dans ce roman satirique, l'auteur s'inspire de sa propre expérience de scénariste à Hollywood (Scarface, Notorious, Gilda) et l'intègre avec humour à une intrigue policière inventée, en jouant avec les codes et clichés du genre.
- Le film propose un prologue et un épilogue en couleur censés se passer en 1981, le corps de l'histoire, se passant dans les années 1950 à Hollywood, est tourné en noir et blanc.
- Gérard Depardieu, de passage sur le plateau dans les derniers jours de tournage, est intégré au pied levé à une scène[3].